# Championnat d'Espagne de football 1999-2000
Navigation
Championnat d'Espagne 1998-1999 Championnat d'Espagne 2000-2001
Le Championnat d'Espagne de football 1999-2000 opposait les vingt meilleures équipes d'Espagne. Il fut remporté par Deportivo La Corogne.

## Renseignements sur les équipes
| Club                 | Dernière montée | Classement 1998-1999 | Entraîneur                      | Depuis | Stade                          | Capacité théorique | Nombre de saisons en Liga |
| -------------------- | --------------- | -------------------- | ------------------------------- | ------ | ------------------------------ | ------------------ | ------------------------- |
| Deportivo Alavés     | 1998            | 16                   | José Manuel Esnal               | 1997   | Stade de Mendizorrotza         | 19 900             |                           |
| Espanyol Barcelone   | 1994            | 7                    | Miguel Brindisi                 | 1999   | Stade olympique Lluís-Companys | 55 121             |                           |
| FC Barcelone         | 1928            | 1                    | Louis van Gaal                  | 1997   | Camp Nou                       | 99 354             | 71                        |
| Deportivo La Corogne | 1991            | 6                    | Javier Irureta                  | 1999   | Stade du Riazor                | 34 600             |                           |
| Atlético Madrid      | 1934            | 13                   | Claudio Ranieri                 | 1999   | Stade Vicente Calderón         | 54 851             |                           |
| Real Madrid CF       | 1928            | 2                    | John Toshack Vicente del Bosque | 1999   | Stade Santiago Bernabéu        | 81 254             | 71                        |
| RCD Majorque         | 1997            | 3                    | Mario Gomez                     | 1999   | Iberostar Estadio              | 23 100             |                           |
| Valence CF           | 1987            | 4                    | Héctor Cúper                    | 1999   | Estadio de Mestalla            | 55 000             | 70                        |

## Moments forts de la saison
- 20 mai 2000 : le Deportivo La Corogne remporte son premier titre en Liga
- 24 mai 2000 : le Real Madrid remporte la Ligue des champions face de Valence CF, lors d'une finale espagnole.

## Classement
| Rang | Équipe               | Pts | J  | G  | N  | P  | Bp | Bc | Diff |
| ---- | -------------------- | --- | -- | -- | -- | -- | -- | -- | ---- |
| 1    | Deportivo La Corogne | 69  | 38 | 21 | 6  | 11 | 66 | 44 | +22  |
| 2    | FC Barcelone         | 64  | 38 | 19 | 7  | 12 | 70 | 46 | +24  |
| 3    | Valencia CF          | 64  | 38 | 18 | 10 | 10 | 59 | 39 | +20  |
| 4    | Real Saragosse       | 63  | 38 | 16 | 15 | 7  | 60 | 40 | +20  |
| 5    | Real Madrid          | 62  | 38 | 16 | 14 | 8  | 58 | 48 | +10  |
| 6    | Deportivo Alavés     | 61  | 38 | 17 | 10 | 11 | 41 | 37 | +4   |
| 7    | Celta Vigo           | 53  | 38 | 15 | 8  | 15 | 45 | 43 | +2   |
| 8    | Real Valladolid      | 53  | 38 | 14 | 11 | 13 | 36 | 44 | -8   |
| 9    | Rayo Vallecano       | 52  | 38 | 15 | 7  | 16 | 51 | 53 | -2   |
| 10   | Real Majorque        | 51  | 38 | 14 | 9  | 15 | 52 | 45 | +7   |
| 11   | Athletic Bilbao      | 50  | 38 | 12 | 14 | 12 | 47 | 57 | -10  |
| 12   | Málaga CF            | 48  | 38 | 11 | 15 | 12 | 55 | 50 | +5   |
| 13   | Real Sociedad        | 47  | 38 | 11 | 14 | 13 | 42 | 49 | -7   |
| 14   | Espanyol Barcelone   | 47  | 38 | 12 | 11 | 15 | 51 | 48 | +3   |
| 15   | Racing Santander     | 46  | 38 | 10 | 16 | 12 | 52 | 50 | +2   |
| 16   | Real Oviedo          | 45  | 38 | 11 | 12 | 15 | 44 | 60 | -16  |
| 17   | CD Numancia          | 45  | 38 | 11 | 12 | 15 | 47 | 59 | -12  |
| 18   | Real Betis Balompié  | 42  | 38 | 11 | 9  | 18 | 33 | 56 | -23  |
| 19   | Atlético Madrid      | 38  | 38 | 9  | 11 | 18 | 48 | 64 | -16  |
| 20   | Séville FC           | 28  | 38 | 5  | 13 | 20 | 42 | 67 | -25  |

|  | Qualifiés pour la Ligue des champions de l'UEFA 2000-2001 (n°1, n°2 et Real Madrid car vainqueur de la Ligue des champions de l'UEFA 1999-2000)         |
|  | Qualifiés pour le tour préliminaire de la Ligue des champions de l'UEFA 2000-2001 (n°3)                                                                 |
|  | Qualifiés pour la Coupe de l'UEFA 2000-2001 (n°4, n°6, vainqueur de la coupe d'Espagne de football et vainqueur de la Supercoupe d'Espagne de football) |
|  | Qualifiés pour la Coupe Intertoto 2000 (n°7 et n°10) |
|  | Relégation |

## Récompenses

### Meilleurs buteurs

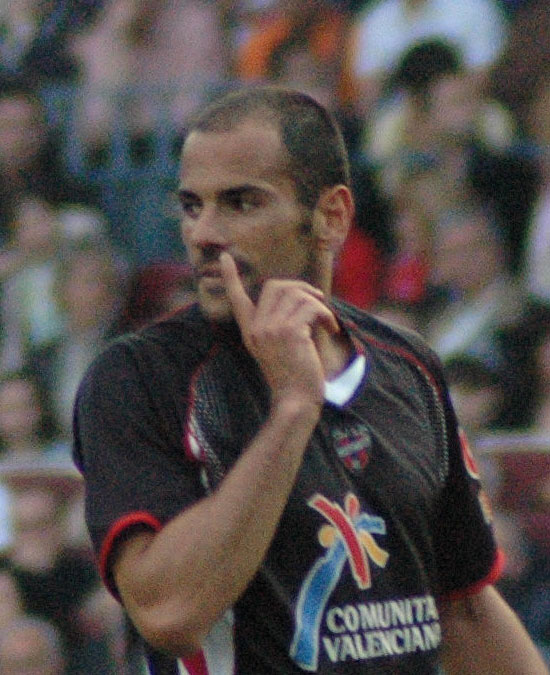
Salva Ballesta, meilleur buteur du championnat d'Espagne 1999-2000

L'espagnol Salva Ballesta remporte l'unique titre de Pichichi de sa carrière.
| Joueur                  | Buts | Club                 |
| ----------------------- | ---- | -------------------- |
| Salva Ballesta          | 27   | Racing Santander     |
| Jimmy Floyd Hasselbaink | 24   | Atletico Madrid      |
| Catanha                 | 24   | Málaga CF            |
| Roy Makaay              | 22   | Deportivo La Corogne |
| Savo Milošević          | 21   | Real Saragosse       |
| Diego Tristán           | 18   | RCD Mallorca         |
| Raúl                    | 17   | Real Madrid          |

## Bilan de la saison
| Tableau d'Honneur                 |                      |
| Compétition                       | Vainqueur            |
| Championnat d'Espagne de football | Deportivo La Corogne |
| Coupe d'Espagne de football       | Espanyol Barcelone   |

| Promotions et relégations    |                                                |
| Relégués en Segunda División | Real Betis Balompié Atlético Madrid Séville FC |
| Promus en Primera División   | UD Las Palmas Osasuna Pampelune Villarreal CF  |